# Ammochloa involucrata
Ammochloa involucrata är en gräsart som beskrevs av Svante Samuel Murbeck. Ammochloa involucrata ingår i släktet Ammochloa och familjen gräs.
Artens utbredningsområde är Marocko. Inga underarter finns listade i Catalogue of Life.